# Jewgraf
Jewgraf (russisch Евграф, ukrainisch Євграф) ist ein russischer beziehungsweise ukrainischer männlicher Vorname.

## Herkunft und Bedeutung
Der Name Jewgraf leitet sich aus altgriechisch Εὔγραφος Eúgraphos („Wohlschreiber“) ab. Der Namenspatron war der Schreiber (sein wirklicher Name mag also anders gelautet haben) und im 3. Jahrhundert oder 4. Jahrhundert gemeinsam mit Menas Kallikelados und Hermogenes in Alexandria hingerichtete christliche Märtyrer Eugraphos.

## Varianten
Jewgraph, Jevgraf, Jevgraph, Evgraf, Evgraph, Ewgraf, Ewgraph, Eugraph, Yevgraf, Yevgraph

## Bekannte Namensträger
- Jewgraf Wladimirowitsch Dawydow (1775–1823), russischer General zur Zeit Napoleons
- Jewgraf Stepanowitsch Fjodorow (1853–1919), russischer Mineraloge
- Jewgraf Maximowitsch Korolenko (1810–1880), ukrainischer Philosoph
- Jewgraf Jewgrafowitsch Kovalevsky (1905–1970), als Jean-Nectaire russisch-orthodoxer Bischof in Frankreich (1966–1970)
- Jewgraf Nikolajewitsch Kruten (1890–1917), ukrainischer Militärpilot im 1. Weltkrieg
- Jewgraf Petrowitsch Saweljew (1860–1930), Historiker mit Spezialisierung auf Kosakengeschichte
- Jewgraf Semjonowitsch Sorokin (1821–1892), russischer Maler
- Jewgraf Dmitrijewitsch Tjurin (ca. 1793 – ca. 1875), russischer Architekt